# Пуру (царь)
Пуру (санскр. पुरु, IAST: Puru) — в древнеиндийской мифологии — шестой царь Лунной династии, младший сын царя Яяти и Шармиштхи (Sarmishthâ). Братья Яду и Пуру стали родоначальниками двух великих ветвей Лунной династии — Ядавов (рода Кришны) и Пауравов.

## Пуру в Бхагавата-пуране
В девятнадцатой главе девятой книги Бхагавата-пураны Пуру описывается как царь, имеющий четырех братьев — Яду, Турвасу, Друхью и Ану. Он меняет свою молодость на старость своего отца Яяти, когда Шукрачарья проклинает Яяти. Взамен Яяти делает его своим наследником, хотя он был самым молодым из братьев. Его потомки и преемники названы следующим образом: сыном Пуру был Прахинват; его сыном был Правира; его сыном был Манасью. 

## Пуру в Махабхарате
В Адипарве, первой книге «Махабхараты», говорится, что он унаследовал свое царство на равнине Гангата. Сообщается, что у него есть три сына от его жены, Паушти, — Правира, Ишвара и Раудрасва. Правира сменил Пуру, а ему, в свою очередь, наследовал его сын Манасью. Пуру правил из столицы как Верховный Император Мира или Царь Царей. Это также показывало его высшую силу и право людей из рода Пуру. Его династия становится Пурувамшей, которая позже была переименована в Курувамшу, к ней принадлежат Пандавы и Кауравы. 

## Пуру в Ригведе
Другой Пуру упоминается как царь в Ригведе. Он — отец Адитьев, женатый на Адити, живущий и правящий районом реки Сарасвати.

## Ветвь царя Пуру (Паурава)
Его потомки получили имя Пауравов (санскр. Pâuravâs — «потомки Пуру», «племя Пуру») и от них произошли два рода, Каурава (Kâuravâs; «потомки Куру») и Пандава (Pâņdavâs, «потомки Панду»), борьба которых из-за столицы Гастинапуры составляет главный сюжет «Махабхараты» (битва на Курукшетре).